# 白山神社 (奈良市北之庄町)
白山神社（はくさんじんじゃ）は奈良県奈良市北之庄町にある神社。

## 境内
本殿はかつて桧皮葺であったが、のちに銅板葺に改められた。造替は16年目毎に実施され、近年では1975年(昭和５０年)10月に行われた記録がある。
左手(南)に稲荷神社が祀られているが、手前の１対の石像狐は1884年(明治17年)に奉納されたものである。
本殿北に奈良市保存樹のクヌギの大木が繁る。
境内手前北側の土壇にはかつて竜腹寺と呼ばれる宮寺があったが、現在は遊具が設置され公園となっている。

## 祭神
- 大山祇命（おおやまつみのみこと）

## 諸行事[3]
- 一月: 左義長(とんど)、年始会
- 二月: 新年祭
- 九月: 風鎮祭(神湯)
- 十月: 氏神祭(秋祭り)、八王子参り
- 十一月: 新穀感謝祭(新嘗祭)
- 十二月: 正月七五三縄飾り